# Джордж Рівз
Джордж Рівз (англ. George Reeves), ім'я при народженні — Джордж Кіфер Брюер (англ. George Keefer Brewer; 5 січня 1914, Вулсток, США — 16 червня 1959, Беверлі-Гіллз, США) — американський актор, один з перших виконавців ролі Супермена.

## Життєпис
Джордж Рівз народився у Вулстоці, штат Айова, виріс в Пасадені. Після народження Джорджа його батьки розлучилися. Його мати, Хелен Лешер, вийшла вдруге заміж за Франка Бесолло. Він усиновив Джорджа, давши йому своє прізвище. Через 15 років його мати і вітчим розлучилися. Хлопчику сказали, що його вітчим застрелився, і якийсь час Джордж Рівз не знав, що Франк Бесолло живий і що він був його вітчимом, а не біологічним батьком. Закінчивши коледж, він займався боксом на любительському рівні.
Почав акторську кар'єру в 1939 році, зігравши епізодичні ролі в декількох фільмах, в тому числі в «Віднесених вітром». У 1940 році одружився з Елланорою Нідлз, актрисою, дочкою багатих батьків, що побажала жити самостійно, шлюб з якою тривав дев'ять років. Під час  Другої світової війни служив в армії. У 1951 році у нього зав'язалися романтичні стосунки з Тоні Меннікс, дружиною голлівудського продюсера Едді Меннікса. Найбільшу популярність приніс Рівзу телесеріал «Пригоди Супермена» (1951—1958).
Рівз загинув у 1959 році. За офіційною версією, він покінчив із собою, застрелившись з пістолета Luger. Загадковим обставинам його загибелі присвячений фільм «Країна Голлівуд» (2006), де Рівза зіграв Бен Аффлек.

## Фільмографія
1. 1939: «Чотири дружини» / Four Wives (США) — лаборант
2. 1939: «Звіяні вітром» / Gone with the Wind (США) — Брент Тарлтон
3. 1941: Полунична блондинка / Strawberry Blonde (США) — Гарольд
4. 1941: «Кров і пісок» / Blood and Sand (США) — Капітан П'єр Лорен
5. 1941: «Лідія» / Lydia (США) — Боб Віллард
6. 1941: «Розповідь мерців» /Dead Men Tell (США) — Біл Лайдіг
7. 1943: «Крізь гордість, тугу і втрати» / So Proudly We Hail (США) — Джон Саммерс
8. 1943: «Заповіт Тома Сміта» / The Last Will and Testament of Tom Smith (США, короткометражний)
9. 1944: «Крилата перемога» / Winged Victory (США) — Томпсон
10. 1949: «Великий коханець» / The Great Lover(США) — Вільямс
11. 1949: «Самсон і Даліла» / Samson and Delilah (США) — Ранений посланець
12. 1951: «Супермен і люди-кроти» / Superman and the Mole Men (США) — Супермен/Кларк Кент
13. 1952: «Горезвісне ранчо» / Rancho Notorious (США) — Вілсон
14. 1953: «Відтепер і на віки віків» / From Here to Eternity (США) — епізод (немає в титрах)
15. 1953: «Синя гарденія» / Blue Gardenia (США) — поліцейський капітан Сем Хейнз
16. 1954: «Діснейленд» / Walt Disney anthology television series|Walt Disney anthology (США)
17. 1954: Stamp Day for Superman (США)
18. 1958: «Пригоди Супермена» / Adventures of Superman (TV series) (США)